# Кунь-аман
Кунь-аман или куинь-аман (брет. kouign-amann [,kwiɲaˈmɑ̃nː]) — традиционный бретонский слоёный пирог.
Кунь-аман представляет собой некое подобие слоёного крепа, в котором чередуются тесто (обычно тесто для бриошей), солёное масло и сахар. Из слоёв складывается пирог, который следует выпекать в духовке до карамелизации сахара, покрывающего поверхность кунь-амана хрустящей карамельной корочкой. Пирог может быть разделён на 4-12 порций, однако возможно и порционное приготовление в виде булочек. Для этого раскатанное тесто, смазанное маслом и посыпанное сахаром, сворачивается рулетом, разрезается на небольшие кусочки и выпекается. Так, в Северной Америке стали более популярными отдельные пирожные размером с кекс (kouignettes). Также возможны варианты кунь-амана с шоколадной или яблочной начинкой. Благодаря масляным слоям, кунь-аман содержит большое количество калорий и не является диетическим продуктом.
Традиционный рецепт из коммуны Дуарнене требует соотношения 40 процентов теста, 30 процентов масла и 30 процентов сахара.

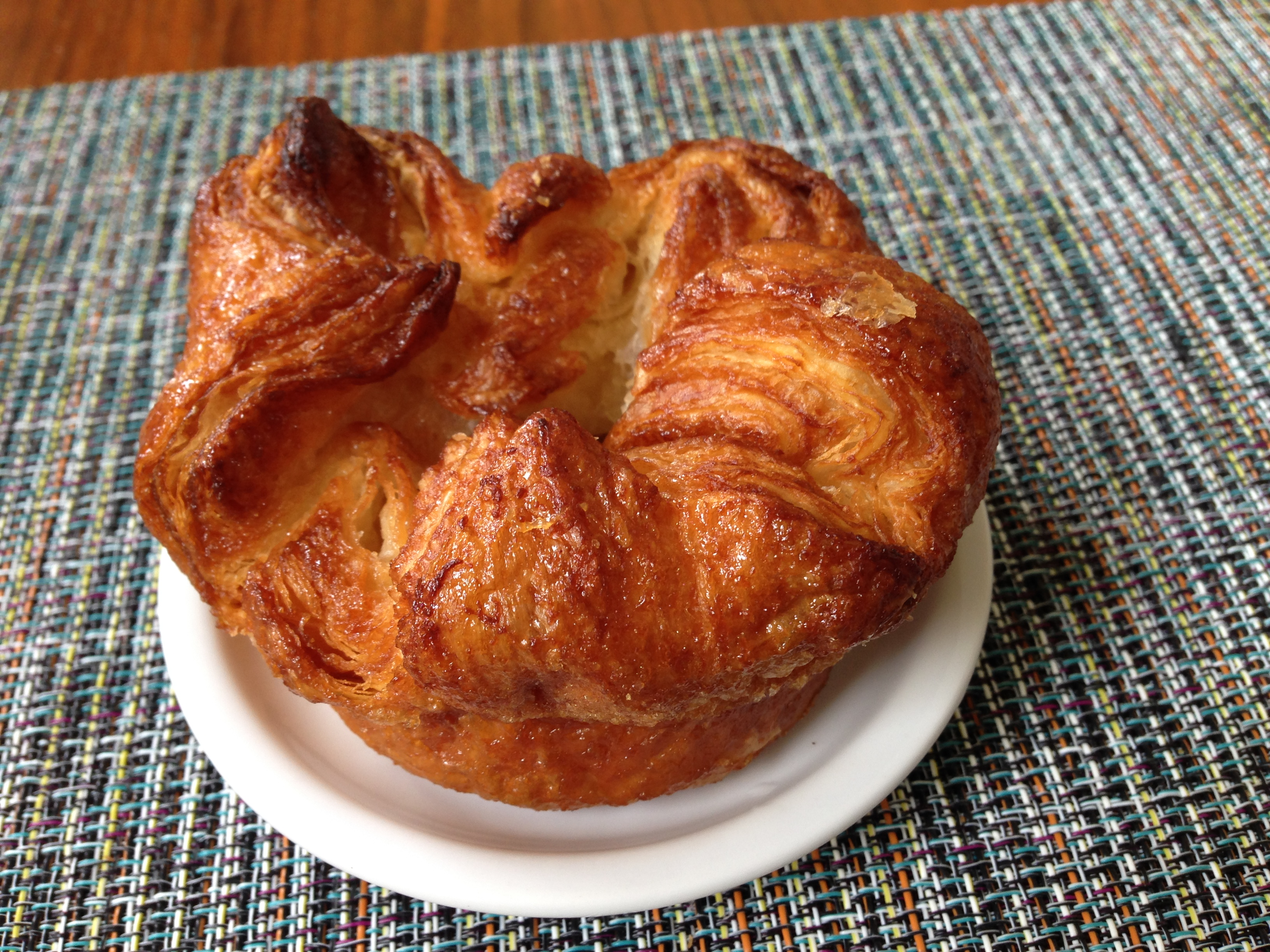
Булочка кунь-аман

## История
Кунь-аман появился в 1865 году в Дуарнене в департаменте Финистер. Изобретение приписывают пекарю Иву-Рене Скордиа (1828—1878). Название пирога происходит от брет. 
kouign (пирог) и amann (масло) и обозначает буквально «масляный пирог».
Считается, что в то время в стране не хватало муки, а масла было много, отсюда и использование ингредиентов в необычных пропорциях: 400 граммов муки на 300 граммов масла и 300 граммов сахара. Другие истории объясняют создание рецепта по-другому: неудачная выпечка, нехватка муки во время наплыва клиентов. А также из-за традиционной любови бретонцев-кельтов к маслу.